# Comuna Taikurî
Taikurî (în ucraineană Тайкури) este o comună în raionul Rivne, regiunea Rivne, Ucraina, formată din satele Porozove și Taikurî (reședința).

## Demografie
Componența lingvistică a comunei Taikurî
     Ucraineană (98,76%)
     Rusă (1,24%)
Conform recensământului din 2001, majoritatea populației comunei Taikurî era vorbitoare de ucraineană (98,76%), existând în minoritate și vorbitori de rusă (1,24%).